# استیپ (همپشر)
استیپ (به انگلیسی: Steep) یک روستا و محله مدنی در بریتانیا است که در ایست همپشایر واقع شده‌است. استیپ ۱٬۳۹۱ نفر جمعیت دارد.